# Monapia pichinahuel
Monapia pichinahuel är en spindelart som beskrevs av Ramírez 1995. Monapia pichinahuel ingår i släktet Monapia och familjen spökspindlar. Inga underarter finns listade i Catalogue of Life.